# 불가사리 (1985년 영화)
《사리》는 1985년에 조선민주주의인민공화국에서 제작된 서사극 괴수 영화로, 신상옥 감독이 조선민주주의인민공화국에 납치·억류된 기간에 제작한 7편의 영화 중 하나로 알려져 있다. 불가사리 설화에 소재를 두고 있다.

## 줄거리
고려가 무대이며, 폭정으로 옥사한 대장장이가 죽기 전에 감옥에서 자신이 먹던 밥덩이를 빚으면서 만든 작은 괴수에 그의 넋이 들어가 생명을 얻어서 철을 먹는 괴물 ‘불가사리’가 탄생했고, 왕과 탐관오리를 무찌르고 쓸모가 없어지자 부서진다는 이야기이다.

## 출연
- 장선희
- 함기섭
- 리종국
- 리인권
- 유경애
- 로혜철

## 제작
신상옥 감독의 인터뷰에 의하면, 영화의 자막에는 '기획 신상옥, 감독 정건조'로 표시되었으나 실제로 제작을 담당한 것은 신상옥이었다. 신상옥 감독은 북한의 영화에 새로운 바람을 불어넣기 위해 일본에서 특수 촬영팀을 초청하였으며, 영화를 통해 핵무기 경쟁을 경고하려 했다고 설명하였다.
일본에서는 정치적 이유로 인해서 1998년이 되어서야 간신히 공개되었다. 2004년에는 DVD 타이틀도 발매되었다.
조선인민군의 대규모 엑스트라가 동원되었다.

## 기타 제작진
- 미술: 이도익
- 녹음: 김유성
- 특수 촬영: 김득호

## 개봉
《불가사리》는 1986년 일본에서 상영될 계획이었으나, 신상옥 감독이 망명한 직후 북한 당국이 상영 금지령을 내려 실행되지 못했다. 《불가사리》는 10여 년이 지난 1998년 일본에서 개봉되었는데, 1개 소극장에서만 상영되었음에도 같은 시기에 개봉한 미국 영화 고질라(1998년)보다 흥행에 성공하여 '북한 영화가 할리우드를 꺾었다'고 보도되기도 하였다.
2000년에는 대한민국에서 첫 번째 북한 영화로서 4개관에서 개봉되었으나, 흥행에 성공하지는 못하였다.

## 리메이크
미국으로 망명한 신상옥 감독은 1996년 《불가사리》를 《영웅 갈가메스》(영어:Galgameth)라는 제목으로 다시 제작하였다.

## 같이 보기
- 신상옥·최은희 납치 사건
- 조선민주주의인민공화국의 문화
- 조선민주주의인민공화국의 영화 목록
- 조선민주주의인민공화국의 선전